# Concavenator
Concavenator ("Puckelryggig jägare"), släkte med dinosaurier påträffade i Spanien. Concavenator tros ha varit en primitiv Carcharodontosaurid, och är den första Carnosaurien med bevis för att ha haft enkla fjädrar (detta har dock ifrågasatts av några). Den utmärker sig också genom en triangulär benkam över korsryggen. Concavenator är känd från ett mycket välbevarat fossil hittat i Cuenca, och den tros ha levt under äldre kritaperioden för omkring 130 - 125 milj. år sedan. Det är det första beviset för att Carcharodontosaurider levde på de nordliga kontinentera. Alla tidigare fynd har hittats i Afrika och Sydamerika.

## Beskrivning
Concavenator var betydligt mindre än de flesta andra Carcharodontosaurider. Den mätte cirka 6 meter från nos till svans. Concavenator utmärker sig också genom att den hade ett 0,5 meter högt triangulärt benutskott över korsryggen, liknande ryggfenan hos en haj. Denna upphöjning bildades av två förlängda taggutskott. Forskarna uteslöt möjligheten att det rör sig om en misstolkad skada på skelettet, och anser att det rör sig om en naturlig utformning.
Forskarna som beskrev Concavenator förklarade att den hade fjädrar i någon grad och form. Det fanns inga fjädrar bevarade med fossilet, men underarmsbenet har små knölar som forskarna menar fäste fjäerspolar. Dessa fjädrar tros dock endast ha varit enkla, hårliknande utväxter. Det har dock ifrågasatts att knopparna på underarmen hos Concavenator verkligen är fäste för stjärtfjädrar. Det har föreslagits att det skulle kunna vara fästen för senor, och inte fjädrar, så man kan inte veta säkert.

## Fylogeni
Upptäckten av fjädrar hos Concavenator vände upp och ned på forskares tidigare teorier om när fjädrar skulle ha uppkommit. Concavenator var en medlem av överfamilj Allosauroidea, som ur ett evolutionsteoretiskt perspektiv inte anses vara nära släkt med fåglarna. Därför anser man att fjädrar måste ha funnits i någon form hos den sista gemensamma förfadern till Carnosaurier och Coelurosaurier (om Concavenator verkligen hade fjädrar).